# Soulmaki
Soulmaki est un village du Cameroun situé dans le département de la Bénoué et la région du Nord. Il fait partie de la commune de Bibémi. Soulmaki est entouré par les villages de Ourokio (s.), Dougue et Adoumri_1 (e.), Mbigou (n.-e.) et Houla (n.). Le Plan Communal de Développement de Bibémi prévoyait à Soulmaki la construction de puits, d’un magasin de stockage de produits secs, ainsi que l’ouverture de pistes agricoles.  

## Population
Selon le Plan Communal de Développement de Bibémi daté de Mai 2014, la localité comptait 250 habitants. Le nombre d’habitants était de 373 selon le recensement de 2005.